# Papilio neumoegeni
Papilio neumoegeni là một loài bướm thuộc họ Papilionidae. Nó là loài đặc hữu của Indonesia.